# Mike Bell
Mike J. Bell (Wichita, 30 agosto 1957) è un ex giocatore di football americano statunitense che ha militato nel ruolo di defensive end per tutta la carriera con i Kansas City Chiefs della National Football League (NFL).

## Carriera
Dopo avere giocato assieme al fratello gemello Mark alla Colorado State University ed essere stato premiato come All-American, Bell fu scelto come secondo assoluto nel Draft NFL 1979 dai Kansas City Chiefs. Vi rimase per tutta la carriera professionistica fino al 1991, disputando 135 partite, di cui cento come titolare.

## Statistiche
| Partite             | 135 |
| Partite da titolare | 100 |
| Sack                | 51  |